# الحصن الأثري(ضريح)
هنشير السطح  هو معلم أثري تونسي مصنف من قبل المعهد الوطني للتراث يقع في ولاية الكاف في الوسط الغربي التونسي، تحديدا في مدينة هنشير السطح تم تصنيف المعلم في يوم6 جانفي 1901.

## مقالات ذات صلة
- قائمة المعالم الأثرية المصنفة في تونس